# Weiß Kreuz
(Slogan della serie)
Weiß Kreuz (ヴァイスクロイツ?, Vaisu Kuroitsu) è un anime giapponese.

## Trama
Omi, Yoji, Aya e Ken vivono sopra un negozio di fiori e ricevono delle commissioni da Persia (soprannominato Weiß kreuz), il loro capo. La loro è una vita apparentemente normale, ma di notte i ragazzi diventano assassini provetti: devono fare i conti con gli scagnozzi di Reiji Takaori, mandante dell'assassino del padre di Aya e a conoscenza del passato di Omi, che vuole conquistare il Giappone con l'aiuto di Swartz e delle Schreient (gruppi di assassini).

## Personaggi

### Weiß
- Aya Fujimiya (藤宮 彩?, Fujimiya Aya)
- Omi Tsukiyono (月夜野 臣?, Tsukiyono Omi)
- Ken Hidaka (飛鷹 健?, Hidaka Ken)
- Yohji Kudou (工藤 耀爾?, Kudō Yōhji)

### Nemici

#### Gruppo Schreien
- Hell
- Neu
- Schoen
- Tot

#### Altri
- Schwartz: guardia del corpo di Takaori, serve e appoggia il suo capo in tutto e per tutto.
- Crawford: americano, amico di Schwartz, sensitivo.